# Dom Maklerski Banku Ochrony Środowiska
Dom Maklerski Banku Ochrony Środowiska Spółka Akcyjna (DM BOŚ) – polskie biuro maklerskie założone w 1995 przez Bank Ochrony Środowiska. Siedziba i centrala DM BOŚ znajduje się przy ul. Marszałkowskiej 78/80 w Warszawie, a oddziały terenowe – w 8 miastach Polski.

## Działalność
Podstawowym obszarem działalności DM BOŚ jest świadczenie usług dla inwestorów indywidualnych na rynku wtórnym papierów wartościowych i OTC – Forex.
Biuro pośredniczy więc w zawieraniu transakcji, zarówno na polskich rynkach giełdowych (GPW, NewConnect), pozagiełdowych (BondSpot), zagranicznych giełdach towarowych i rynkach nieregulowanych – Forex.
Wśród instrumentów dostępnych w ofercie biura znajdują się akcje, prawa do akcji, obligacje skarbowe, instrumenty pochodne – opcje, kontrakty terminowe i kontrakty CFD na m.in. waluty, towary i indeksy giełdowe.
W przypadku giełdowych kontraktów terminowych DM BOŚ od 2002 roku jest liderem rynku – np. w 2020 roku udział DM BOŚ w rynku kontraktów terminowych wyniósł 19,82% (drugi udział w kolejności wynosił 18,20%).
Ponadto biuro umożliwia zawieranie transakcji terminowych na niektórych zagranicznych giełdach towarowych.
Pośredniczy również w sprzedaży jednostek uczestnictwa kilku funduszy inwestycyjnych
i zajmuje się zarządzaniem portfelem papierów wartościowych na zlecenie klienta.
Duży obszar działalności DM to narzędzia dla inwestorów indywidualnych do automatyzacji analiz i handlu na GPW i OTC – „Automaty Bossa”. Dom Maklerski jest aktywny na polu edukacji i branżowych blogów.
DM BOŚ uczestniczy także we wprowadzaniu spółek do obrotu giełdowego, publicznych i niepublicznych emisjach papierów wartościowych oraz pełni funkcję animatora rynku.
DM BOŚ jest członkiem GPW, który spełnia wymagania Kategorii 3 Regulacji S oraz Zasady 144A na podstawie amerykańskiej Ustawy o papierach wartościowych z 1933 r., z późn. zm. (ang. Regulation S under the United States Securities Act of 1933). Dzięki temu może działać w segmencie akcji spółek amerykańskich podlegających ograniczeniom z powodu amerykańskiego prawa papierów wartościowych.

## Nagrody i wyróżnienia
Od lat DM BOŚ jest nagradzany branżowymi nagrodami i doceniany przez inwestorów. GPW w Warszawie docenia największy udział w obrotach na rynku kontraktów terminowych i aktywność na rynku NewConnect. W kwietniu 2021 r. DM został uznany przez inwestorów za Najlepszy Dom Maklerski 2020 r. w Ogólnopolskim Badaniu Inwestorów - podobnie jak w 2020, 2012, 2011 i 2008. Od początku istnienia rankingu (15 edycji) DM BOŚ zajmuje pozycję na podium. W 2019 KDPW uhonorowało biuro Nagrodą 25-lecia za zasługi dla rozwoju rynku kapitałowego. W 2020 r. podczas Konferencji Invest Cuffs DM BOŚ został uznany za Najlepszy Dom Maklerski roku 2019, w 2017 dodatkowo był Najlepszym Polskim Brokerem Forex  i Brokerem CFD. Branżowa gazeta "Parkiet" uznała DM BOŚ za Dom Maklerski roku 2020 i 2019. 

## Historia
DM BOŚ został założony w 1995 przez Bank Ochrony Środowiska, który pozostaje do dziś jego jedynym akcjonariuszem. Od marca 1996 jest bezpośrednim uczestnikiem Giełdy Papierów Wartościowych w Warszawie. W listopadzie 1996, jako pierwszy dom maklerski w Polsce, zaoferował klientom możliwość składania zleceń i obsługę rachunków przez Internet.
W 2002 przejął zorganizowaną część przedsiębiorstwa Domu Maklerskiego Elimar SA, obejmującą majątek wraz z pracownikami i rachunkami klientów, i od tamtej pory ma znaczący udział w obrocie kontraktami terminowymi. W roku 2009 jako pierwsze bankowe biuro maklerskie DM BOŚ uruchomił platformę „BossaFX” dedykowaną rynkowi Forex.
W 2012 DM BOŚ otworzył w Czechach oddział z ofertą foreksową.